# Scotopteryx medioprieta
Scotopteryx medioprieta är en fjärilsart som beskrevs av Ribbe 1912. Scotopteryx medioprieta ingår i släktet backmätare, och familjen mätare. Inga underarter finns listade.